# والتر لافتري
والتر لافتري هو محامي وسياسي أمريكي، ولد في 10 يونيو 1875 في فاربر في الولايات المتحدة، وتوفي في 15 يناير 1964 في بورتلاند في الولايات المتحدة. نشط حزبياً في الحزب الجمهوري. وقد انتخب عضو مجلس النواب الأمريكي ‏.